# Alexander Gray
Pour les articles homonymes, voir Alex Gray et Gray.
Alexander Gray est un acteur américain né à Wrightsville, en Pennsylvanie, le 8 janvier 1891, et mort à Indio, en Californie, le 4 octobre 1976.

## Filmographie
- 1929 : The Show of Shows de John G. Adolfi : (chanson "Lady Luck")
- 1929 : Sally de John Francis Dillon : Blair Farrell
- 1930 : No, No, Nanette de Clarence G. Badger : Tom Trainor
- 1930 : Spring Is Here de John Francis Dillon : Terry Clayton
- 1930 : Le Chant de la flamme (The Song of the Flame) d'Alan Crosland : Prince Volodya
- 1930 : Nuits viennoises (Viennese Nights) d'Alan Crosland : Otto Stirner
- 1932 : The Red Shadow de Roy Mack et Kurt Neumann : Pierre Bierbeau / L'ombre rouge
- 1932 : Passing the Buck de Roy Mack
- 1933 : Moonlight and Pretzels de Karl Freund : Chanteur (chanson 'Dusty Shoes')
- 1934 : The Flame Song de Joseph Henabery : Prince Basil